# Risskov
Risskov est à la fois le nom d'un quartier et d'une circonscription de la ville d'Aarhus au Danemark.
La circonscription de Risskov est parfois appelé Vejlby-Risskov, car elle correspond à un rassemblement du quartier de Risskov avec celui de Vejlby. Le vieux quartier de Risskov, au bord de la mer et de la Baie d'Aarhus, est une des zones les plus riches du Danemark.

## Étymologie
Le nom de Risskov signifie littéralement la forêt de Riis comme c'est indiqué sur la pierre commémorative marquant l'entrée de la zone de la petite forêt locale de Riis Skov. La partie méridionale de la forêt a été accordée à la ville de Aarhus par Margaret I du Danemark en tant que première forêt danoise publique. En 1542, Christian III de Danemark a accordé la partie nord de la forêt à la ville de la même façon. Dès ses débuts, la forêt a été utilisée pour des activités de loisir, et pendant les années 1800, des restaurants, des parcs de divertissement et des pavillons musicaux ont surgi dans plusieurs parties de la forêt. 
Aujourd'hui, la forêt est connu pour son odeur forte d'ail des ours au printemps et pour l'abondance de ses anémones. C'est encore une destination populaire pour les familles et les couples. 
D'après la légende, l'ail des ours aurait été amené au Danemark par des soldats espagnols pendant les guerres napoléoniennes. Ils l'auraient ensuite amené en 1808 à la forêt de Riis Skov.
En octobre 1951, une météorite a explosé dans l'atmosphère au-dessus du Danemark. Le plus grand morceau, de la taille d'un poing serré, a été récupérée dans Riis Skov, où une pierre commémorative commémore aujourd'hui l'événement.

## Attractions
Aujourd'hui, le quartier de Risskov est une banlieue aisée, avec de nombreuses grandes demeures et des maisons individuelles reliées aux plages de sable de Bellevue et au parc boisé de Riis Skov au sud.
Parmi les sites remarquables de Risskov, on compte :
- Riis Skov, la première forêt publique au Danemark;
- Den Permanente, un bain de mer public;
- La plage de Bellevue;
- Le parc de la plage Åkrogen, une plage de sable et un site naturel de loisirs, au nord de Bellevue à la marina d'Egå.

Les plages de Risskov offrent une vue panoramique de la baie d'Aarhus, avec Samsø, Helgenæs et Mols visibles à l'horizon la plupart du temps.

## Littérature
Risskov a été immortalisé dans la littérature danoise grâce aux œuvres de Svend Aage Madsen qui vit lui-même dans ce quartier.